# マクナブ・ドッグ
マクナブ・ドッグ（英：McNab Dog）は、アメリカ合衆国のカルフォルニア州原産の牧牛犬種である。犬種名は作出者の名前にちなんで名づけられている。犬種名のマクナブは必ずキャメルケースで書かれるが、稀にNは小文字で表記されている場合もある。別名はマクナブ・シェパード（英：McNab Shepherd）。2012年にカリフォルニア州から3頭が輸入、その後の国内繁殖は１度のみ。シェパードというといちばんポピュラーなジャーマン・シェパードのイメージが強いが、そもそも"シェパード"とは"牧羊犬"を意味する。

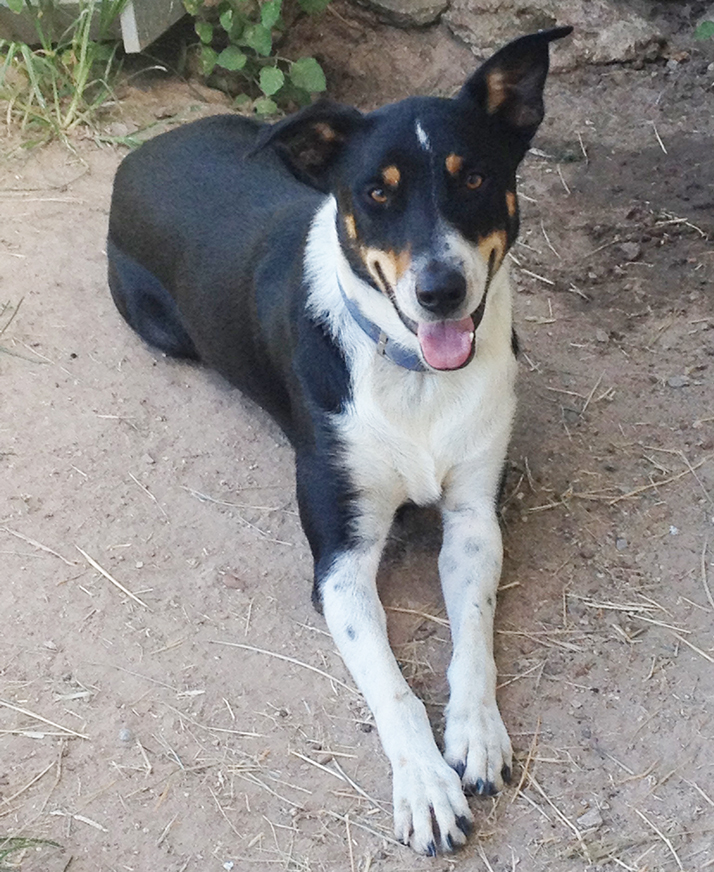
マクナブ・ドッグ

## 歴史
19世紀にスコットランドから来た移民であるマクナブという人物が連れてきたフォックス・シェパードのピーター号と、スペインのバスク地方から来た農民が連れてきた雌の牧羊犬（種類名ははっきりしない）を掛け合わせ、カルフォルニアの気候に合わせてほかの犬種の血も加えて改良を行い誕生したのが本種である。
地元では牧牛犬として使われ、容姿のよく似たボーダー・コリーとは対照的なハーディングを行う。
ボーダー・コリーのハーディングは間接的で沈黙を貫き、忍び寄り睨む事で家畜をコントロールする。それに対しマクナブのハーディングは大型の牛に対応するため、噛み・吠えなどで直接的な行動を取り追い立てる。カルフォルニア州では作業犬として人気があるが、その他の地域ではあまり飼育されていない。ほとんどが作業犬として飼育されているが、時にはペットとして飼育されていることもある。

尚、容姿や能力は固定されているが、能力を重視したブリーディングを継続するため、FCIには公認の申請を行っていない。

## 特徴
姿はスムースタイプのボーダー・コリーに似ているが、サイズは少し大きく、体高も高い。体格の差も大きな違いである。折れ耳・サーベル形の垂れ尾、立ち耳様々で、尾は基本的にカットされた個体が多い。ボーダーコリーと見分ける点は、筋肉質の引き締まったボディ、脚の長さ。コートはさらりとしたスムースコートで、まれにロングコートの個体も存在する。毛色はブラック・ホワイトが半数を占めるが、ブラウン・ホワイト、ブルーホワイト、トライカラーなどが存在する。体高46～56cm、体重15～20kgほどの中型犬で、性格は陽気で優しく、仕事熱心である。興奮性は高く、本来の用途から分かるように、ボーダー・コリーに比べると少し落ち着きの面が劣るともいわれているが、仕事の熱心さと体力の面では並ぶ。学習能力が高く、しつけの飲み込みはかなり早い。状況判断力にも富み、仕事を与えられると喜んでこなす。運動量は非常に多く、ペットとして飼うならばディスク、アジリティ、フライボールなど効率的な運動を一緒に楽しむのが理想である。